# Petrocosmea oblata
Petrocosmea oblata är en tvåhjärtbladig växtart som beskrevs av William Grant Craib. Petrocosmea oblata ingår i släktet Petrocosmea och familjen Gesneriaceae.

## Underarter
Arten delas in i följande underarter:
- P. o. latisepala
- P. o. oblata